# Ingrid Heidrich
Ingrid Heidrich (* 21. April 1939 in Berlin) ist eine deutsche Historikerin für mittelalterliche Geschichte.

Nach ihrem Abitur in Brüssel studierte Ingrid Heidrich die Lehramtsfächer Geschichte, Französisch. Ihr Erstes Staatsexamen machte sie an der Universität Mainz und das Zweite Staatsexamen an der Universität Bonn. 1964 wurde sie in Mainz mit der Arbeit Titulatur und Urkunden der arnulfingischen Hausmeier promoviert. Ihre Habilitation mit der von Eugen Ewig betreuten Arbeit Ravenna unter Erzbischof Wibert (1073–1100) erfolgte 1983 in Bonn. Heidrich lehrte bis zu ihrer Pensionierung mittelalterliche und neuere Geschichte sowie Historische Hilfswissenschaften an der Universität Bonn. 2001 und 2011 legte sie eine Edition der Urkunden der Arnulfinger vor. Die Edition aus dem Jahr 2011 beinhaltet insgesamt 92 Urkunden (und einen Brief) von Grimoald dem Älteren bis Pippin III. nebst vier modernen Fälschungen.

## Schriften (Auswahl)
- Einführung in die Geschichte des europäischen Mittelalters. Bad Münstereifel 2003, ISBN 3-00-010998-6.
- Ravenna unter Erzbischof Wibert (1073–1100). Untersuchung zur Stellung des Erzbischofs und Gegenpapstes Clemens III. in seiner Metropole. Sigmaringen 1984, ISBN 3-7995-6692-9.
- Titulatur und Urkunden der arnulfingischen Hausmeier. In: Archiv für Diplomatik, Band 11/12, 1965/1966, S. 71–279.
- Die Urkunden der Arnulfinger. Bad Münstereifel 2001, ISBN 3-00-007891-6.
- Die Urkunden der Arnulfinger (= MGH Diplomata maiorum domus e stirpe Arnulforum.) Hannover 2011, ISBN 978-3-7752-2101-6.